# Whiskey in the Jar
«Whiskey in the Jar» (с англ. — «Виски во фляге») — популярная ирландская народная песня. Повествует о разбойнике, ограбившем чиновника и уличившем возлюбленную в измене.

## Сюжет
Текст песни представляет собой рассказ разбойника, который, совершив ограбление правительственного чиновника, оказывается предан женщиной по имени Молли, или Дженни (является ли она его женой, или возлюбленной — однозначно ответить невозможно). Различные версии песни ссылаются на различные города Ирландии; такое географическое разнообразие вызвано народными корнями текста. Также в песне упоминается имя ограбленного чиновника: это капитан Фаррел или полковник Пеппер (как упоминается в др. версии песни). Заканчивается песня куплетом, в котором разбойник мечтает о побеге из места заключения для последующего возврата к красивой жизни.

## Происхождение
Точное происхождение музыки и текста песни установить невозможно. Однако упоминание в песне такого вида оружия, как рапира (англ. rapier), позволяет относить создание песни к XVIII веку. Также существует вероятность, что в первых версиях песни вместо (англ. rapier) использовалось древнее ирландское слово (англ. rapparee), которым в свою очередь обозначались ирландские нерегулярные солдаты и бандиты, служившие государству в XVII и XVIII веках.
Британский историк Алан Ломакс полагает, что песня впервые прозвучала в XVII веке; по его мнению, народ, населявший Великобританию в семнадцатом столетии, любил местных разбойников и восхищался ими, в Ирландии и Шотландии от набегов разбойников страдали в основном богатые англичане, что возводило разбойников в ранг национальных патриотов.
Песня также обрела популярность в США, из-за её непочтительного отношения к британским чиновникам. Однако, текст песни в американском варианте претерпел довольно значительные изменения.

## Распространение
В разное время песня была исполнена такими исполнителями как The Dubliners, Grateful Dead, Johnny Logan, The Pogues, Peter, Paul and Mary, The Highwaymen, Roger Whittaker, The Clancy Brothers and Tommy Makem, The Irish Rovers, The Poxy Boggards, The Limeliters, U2, King Creosote, Smokie, Flogging Molly, Spiritual Seasons, Santiano, Rebel Son и множеством других. Однако наибольшую популярность среди слушателей получили версии групп Thin Lizzy (первый вариант в рок-, а не фолк-стиле), Pulp и Metallica (перепевка версии Thin Lizzy с использованием их оригинального риффа. В 1998 году версия Metallica получила премию «Грэмми» в категории «Лучшее исполнение в стиле хард-рок»).